# 1948 en Norvège
Chronologie de la Norvège
- 1944
- 1945
- 1946
- 1947
- 1948
- 1949
- 1950
- 1951
- 1952

Cet article présente les faits marquants de l'année 1948 en Norvège ou relatifs à la Norvège.

## Gouvernance
- Haakon VII est roi de Norvège.
- Einar Gerhardsen est le chef du gouvernement.

## Événements
- 2 octobre : accident aérien du Bukken Bruse. Crash d'un hydravion à son amerrissage.

## Sport
- La Norvège participe aux Jeux olympiques d'hiver de 1948 à Saint-Moritz en Suisse. Pour ses cinquièmes Jeux olympiques d'hiver la Norvège était représentée par 49 sportifs.
- La Norvège participe aux Jeux olympiques d'été de 1948 à Londres. 81 athlètes norvégiens, 77 hommes et 4 femmes, ont participé à 50 compétitions dans 12 sports. Ils y ont obtenu sept médailles : une d'or, trois d'argent et trois de bronze.

## Culture
- La Bataille de l'eau lourde est un film franco-norvégien réalisé par Jean Dréville et Titus Vibe-Müller (en), sorti en 1948.

## Naissances
- Naissance en Norvège en 1948

## Décès
- Décès en Norvège en 1948